# Luca Santolini
Luca Santolini (Borgo Maggiore, 22 de febrero de 1985) es un político sanmarinense.
Ejerció el cargo de Capitán Regente (Jefe de Estado) de la República de San Marino entre octubre de 2018 y abril de 2019, junto a Mirko Tomassoni.

## Biografía
Se graduó en relaciones internacionales en la Universidad de Bolonia y luego en publicaciones, medios y periodismo en la Universidad de Urbino.
Desde 2012 es miembro del Consejo Grande y General de San Marino, donde ha integrando la comisión permanente II, la comisión de justicia y el consejo judicial plenario. También ha sido jefe de la delegación sanmarinense en la Organización para la Seguridad y la Cooperación en Europa (OSCE).
Desde 2015 integra el Movimiento Cívico 10, siendo el responsable de comunicación.